# سفارة سوريا في باريس
سفارة سوريا في باريس هي البعثة الدبلوماسية للجمهورية العربية السورية في فرنسا. تقع في 20 شارع فانو في الدائرة السابعة في باريس.

## تاريخ
تقع السفارة السورية في موقعها الحالي منذ عام 1980. كانت تقع سابقًا في فيلا في 22 Boulevard Suchet, والتي تضم الآن سفارة موناكو. هذه الخطوة, التي تم التخطيط لها منذ عدة سنوات, عجلت بهجوم على السفارة في 29 كانون الثاني 1980.
سفيرة سوريا, المندوبة الدائمة لسوريا لدى اليونسكو, لمياء شكور. تم إعلانها مع مسؤولين آخرين من السفارة كشخصية غير مرغوب فيها في 29 أيار 2012, بعد قرار من وزارة الخارجية الفرنسية بدافع من مجزرة الحولة.
في 17 تشرين الثاني 2012, أعلن رئيس الجمهورية, فرانسوا هولاند, أن فرنسا ستستقبل في باريس سفيرًا من ائتلاف المعارضة السورية, الدبلوماسي الناطق بالفرنسية منذر مخوس.